# Gilley (Doubs)
Pour les articles homonymes, voir Gilley.
Gilley (prononcer [ʒijɛ]; Dzillie en arpitan / dialecte burgondan) est une commune française située dans le département du Doubs, la région culturelle et historique de Franche-Comté et la région administrative Bourgogne-Franche-Comté.
Ses habitants sont appelés les Gillois et Gilloises. La commune faisant partie de la République du Saugeais, on appelle également Saugets les habitants de la commune, et Gilley en est la capitale économique.

## Géographie

### Toponymie
Gilley en 1330 ; Gillier en 1336, 1399 ; Gilley en 1520 ; Giller en 1591.
Gilley est la capitale économique du Saugeais.

### Lieux-dits et écarts
- Le Lava ; le Mont d'Or ; les Seignes ; les Vies-de-Vennes ; le Lessus ; la Montagne.

### Climat
Pour des articles plus généraux, voir Climat de la Bourgogne-Franche-Comté et Climat du Doubs.
En 2010, le climat de la commune est de type climat de montagne, selon une étude du Centre national de la recherche scientifique s'appuyant sur une série de données couvrant la période 1971-2000. En 2020, Météo-France publie une typologie des climats de la France métropolitaine dans laquelle la commune est exposée à un climat de montagne ou de marges de montagne et est dans la région climatique  Jura, caractérisée par une forte pluviométrie en toutes saisons (1 000 à 1 500 mm/an), des hivers rigoureux et un ensoleillement médiocre. 
Pour la période 1971-2000, la température annuelle moyenne est de 7,3 °C, avec une amplitude thermique annuelle de 16,4 °C. Le cumul annuel moyen de précipitations est de 1 544 mm, avec 13,2 jours de précipitations en janvier et 11,5 jours en juillet. Pour la période 1991-2020, la température moyenne annuelle observée sur la station météorologique de Météo-France la plus proche, « Épenoy », sur la commune d'Épenoy à 13 km à vol d'oiseau, est de 9,2 °C et le cumul annuel moyen de précipitations est de 1 363,0 mm. 
La température maximale relevée sur cette station est de 36,4 °C, atteinte le 7 août 2003 ; la température minimale est de −18,8 °C, atteinte le 5 février 2012,,. 
Les paramètres climatiques de la commune ont été estimés pour le milieu du siècle (2041-2070) selon différents scénarios d'émission de gaz à effet de serre à partir des nouvelles projections climatiques de référence DRIAS-2020. Ils sont consultables sur un site dédié publié par Météo-France en novembre 2022.

## Urbanisme

### Typologie
Au 1er janvier 2024, Gilley est catégorisée bourg rural, selon la nouvelle grille communale de densité à 7 niveaux définie par l'Insee en 2022.
Elle est située hors unité urbaine et hors attraction des villes,.

### Occupation des sols
L'occupation des sols de la commune, telle qu'elle ressort de la base de données européenne d’occupation biophysique des sols Corine Land Cover (CLC), est marquée par l'importance des territoires agricoles (62,3 % en 2018), en diminution par rapport à 1990 (65,3 %). La répartition détaillée en 2018 est la suivante : 
prairies (57,6 %), forêts (31,5 %), zones urbanisées (6,1 %), zones agricoles hétérogènes (4,8 %). L'évolution de l’occupation des sols de la commune et de ses infrastructures peut être observée sur les différentes représentations cartographiques du territoire : la carte de Cassini (XVIIIe siècle), la carte d'état-major (1820-1866) et les cartes ou photos aériennes de l'IGN pour la période actuelle (1950 à aujourd'hui).

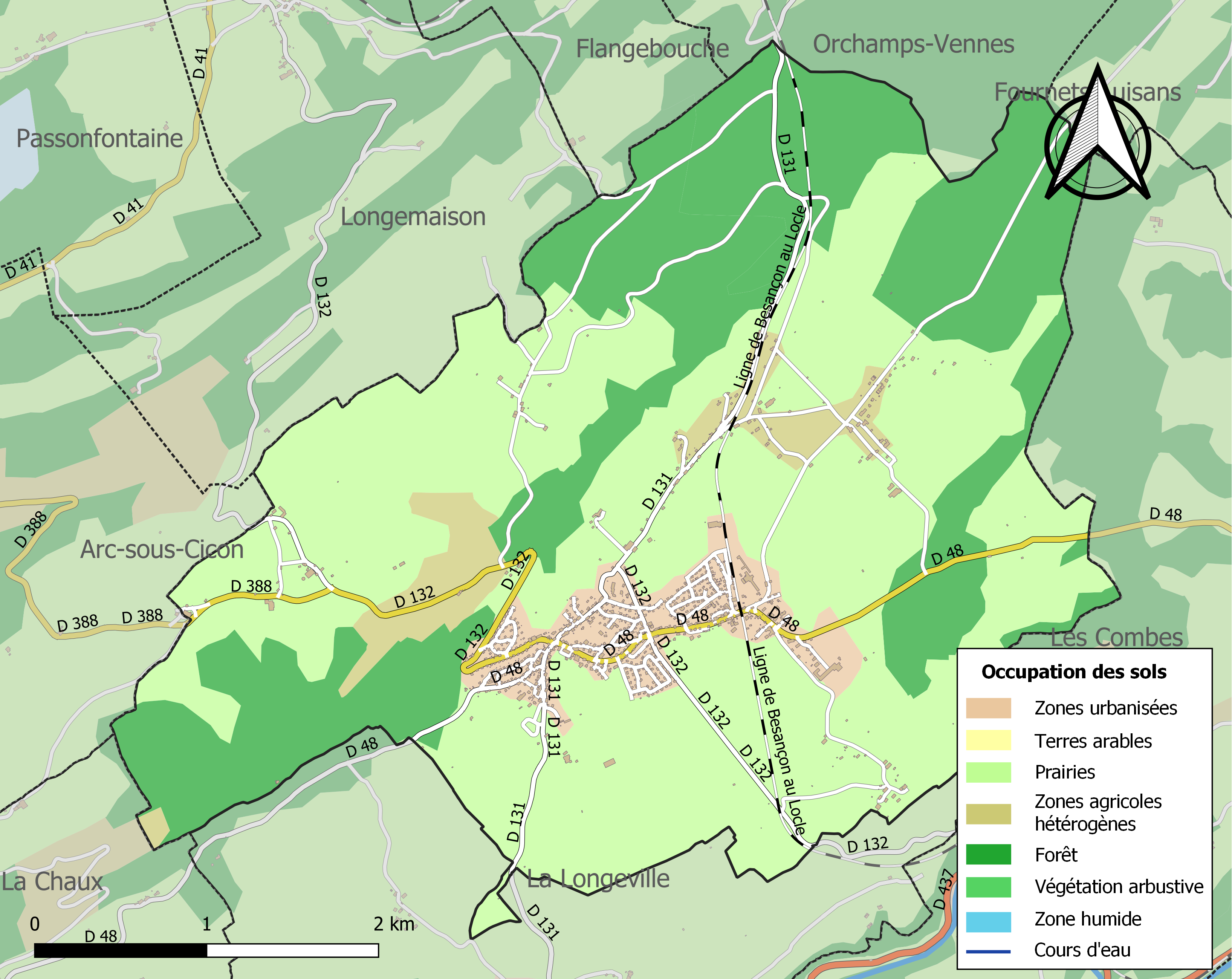
Carte des infrastructures et de l'occupation des sols de la commune en 2018 (CLC).

## Politique et administration
| Période                                  | Période                     | Identité                                        | Étiquette  | Qualité                    |
| ---------------------------------------- | --------------------------- | ----------------------------------------------- | ---------- | -------------------------- |
| mai 1892                                 | mai 1896                    | François Marguet                                |            |                            |
| mai 1896                                 | mai 1900                    | Constant Marguet                                |            |                            |
| mai 1900                                 | mai 1904                    | Justin Cachot                                   |            |                            |
| mai 1904                                 | mai 1912                    | Joseph Marguet                                  |            |                            |
| mai 1912                                 | décembre 1919               | Adolphe Bole Du Chaumont                        |            |                            |
| décembre 1919                            | mai 1929                    | Louis Chabod                                    |            |                            |
| mai 1929                                 | mai 1935                    | Auguste Bole Feysot                             |            |                            |
| mai 1935                                 | 1959                        | Louis Bole Richard                              |            |                            |
| décembre 1959                            | mars 1965                   | Joseph Chabod                                   |            |                            |
| mars 1965                                | mars 1977                   | Henri Bertin                                    |            |                            |
| mars 1977                                | mars 1983                   | René Faivre                                     |            |                            |
| mars 1983                                | août 1985                   | Henri Bertin                                    |            |                            |
| août 1985                                | En cours (au 1er juin 2020) | Gilbert Marguet, Réélu pour le mandat 2020-2026 | DVD ex UDF | Retraité de l'enseignement |
| Les données manquantes sont à compléter. |                             |                                                 |            |                            |

## Démographie
L'évolution du nombre d'habitants est connue à travers les recensements de la population effectués dans la commune depuis 1793. Pour les communes de moins de 10 000 habitants, une enquête de recensement portant sur toute la population est réalisée tous les cinq ans, les populations de référence des années intermédiaires étant quant à elles estimées par interpolation ou extrapolation. Pour la commune, le premier recensement exhaustif entrant dans le cadre du nouveau dispositif a été réalisé en 2007.

En 2022, la commune comptait 1 805 habitants, en évolution de +10,33 % par rapport à 2016 (Doubs : +1,88 %, France hors Mayotte : +2,11 %).
| 1793 | 1800 | 1806 | 1821 | 1831 | 1836 | 1841 | 1846 | 1851 |
| ---- | ---- | ---- | ---- | ---- | ---- | ---- | ---- | ---- |
| 789  | 774  | 770  | 744  | 861  | 775  | 821  | 768  | 923  |

| 1856 | 1861 | 1866 | 1872 | 1876 | 1881 | 1886 | 1891 | 1896 |
| ---- | ---- | ---- | ---- | ---- | ---- | ---- | ---- | ---- |
| 867  | 825  | 851  | 808  | 792  | 985  | 847  | 843  | 910  |

| 1901 | 1906 | 1911 | 1921 | 1926 | 1931 | 1936 | 1946 | 1954 |
| ---- | ---- | ---- | ---- | ---- | ---- | ---- | ---- | ---- |
| 878  | 893  | 901  | 844  | 858  | 886  | 900  | 884  | 891  |

| 1962 | 1968 | 1975 | 1982  | 1990  | 1999  | 2006  | 2007  | 2012  |
| ---- | ---- | ---- | ----- | ----- | ----- | ----- | ----- | ----- |
| 901  | 942  | 978  | 1 040 | 1 149 | 1 253 | 1 377 | 1 395 | 1 563 |

| 2017  | 2022  | - | - | - | - | - | - | - |
| ----- | ----- | - | - | - | - | - | - | - |
| 1 656 | 1 805 | - | - | - | - | - | - | - |

## Économie
Près de 172 entités constituent le tissu économique et associatif de la commune.

## Lieux et monuments
- Église Sainte-Anne : reconstruite en 1880, elle est remarquable par son clocher composé d'une flèche élancée, de quatre clochetons, les deux tours en façade ainsi que la rosace.
- La chapelle Sainte-Anne située rue de l'abbaye.
- Le Téléski Les Clochettes[24] : créé en 1974 par la famille Chabod, il offre une piste en pente douce qui part du Rond d'Amont à 1 083 m d'altitude.
- Gare de Gilley[25] : mise en service en 1884.

Des deux lignes (Pontarlier à Gilley et Besançon-Viotte au Locle-Col-des-Roches (par Gilley), seule subsiste la seconde en direction de la Suisse.
L'emprise de la ligne de Pontarlier à Gilley, déclassée en 1995 et dont les rails ont été retirés, laisse désormais place à une « voie verte » appelée le « chemin du train » où cyclistes et randonneurs peuvent se promener sur près de 21 kilomètres.
En 1974, alors encore opérationnelle, la ligne de Pontarlier à Gilley a été le lieu du tournage de plusieurs scènes du film Le Crime de l’Orient-Express de Sidney Lumet, notamment les scènes paysagères montrant un train et une locomotive, la 230 G 353 de la SNCF, censés, dans le scénario, traverser les Balkans.

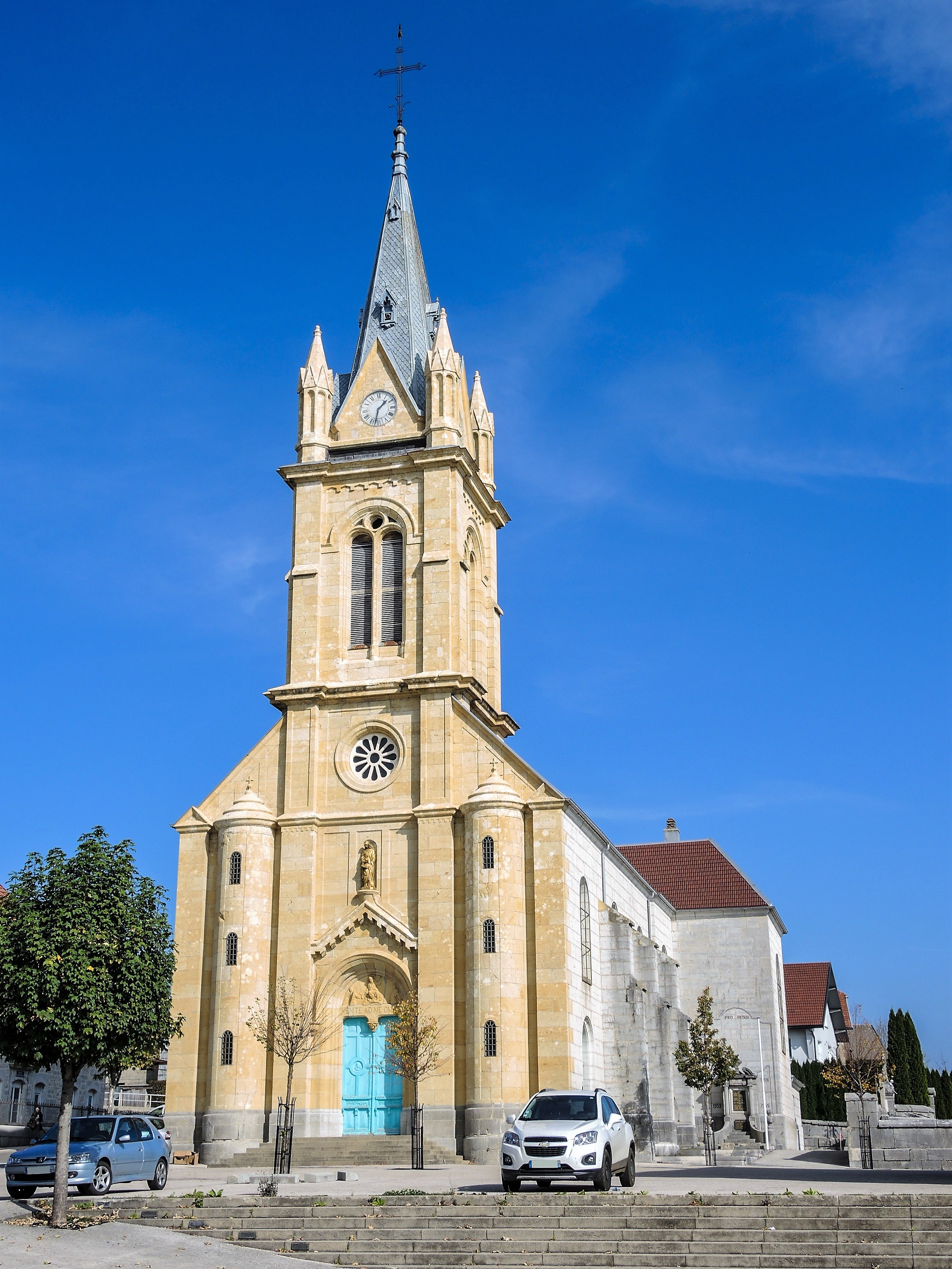
L'église Sainte-Anne.
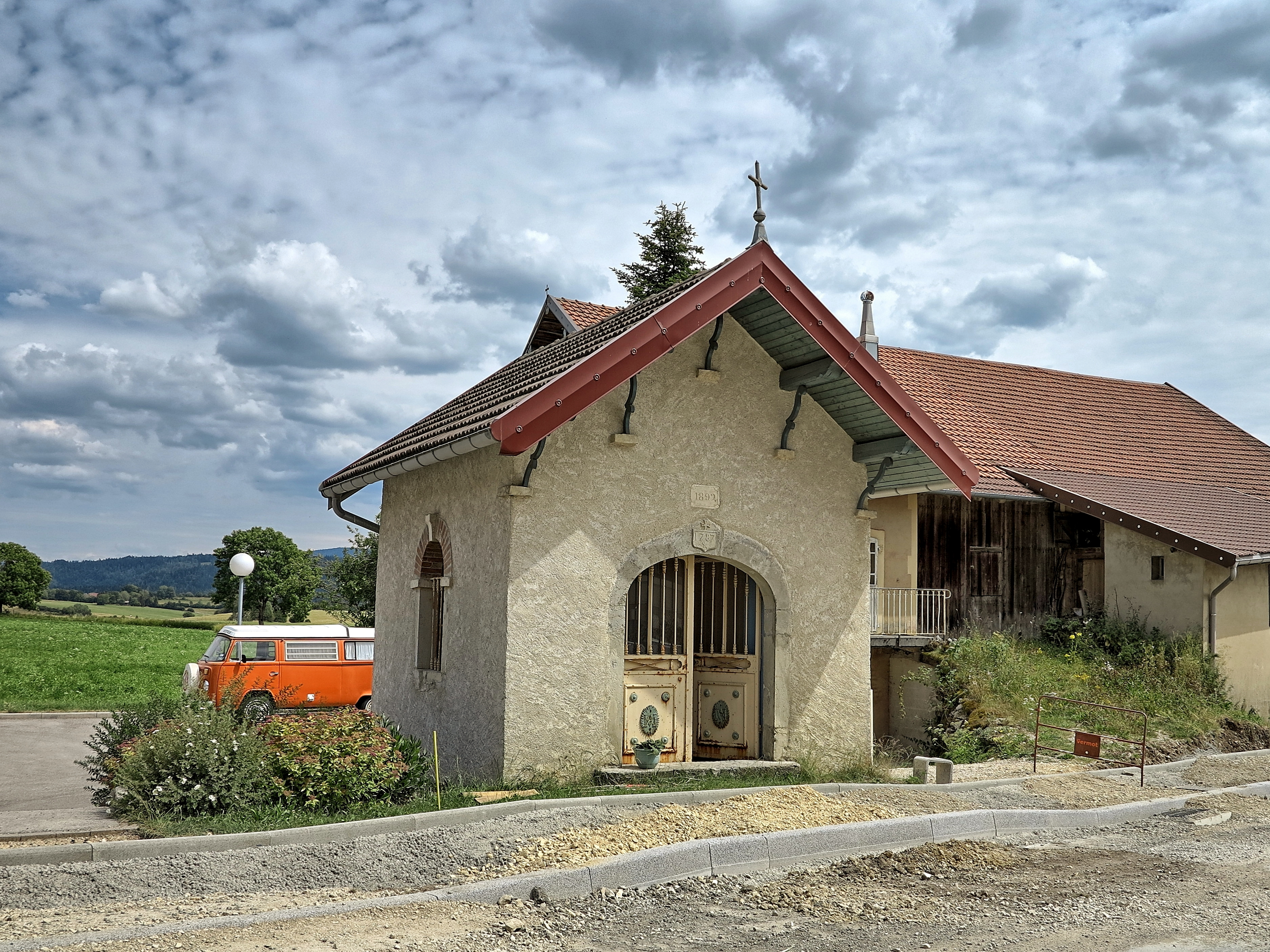
La chapelle Sainte-Anne.
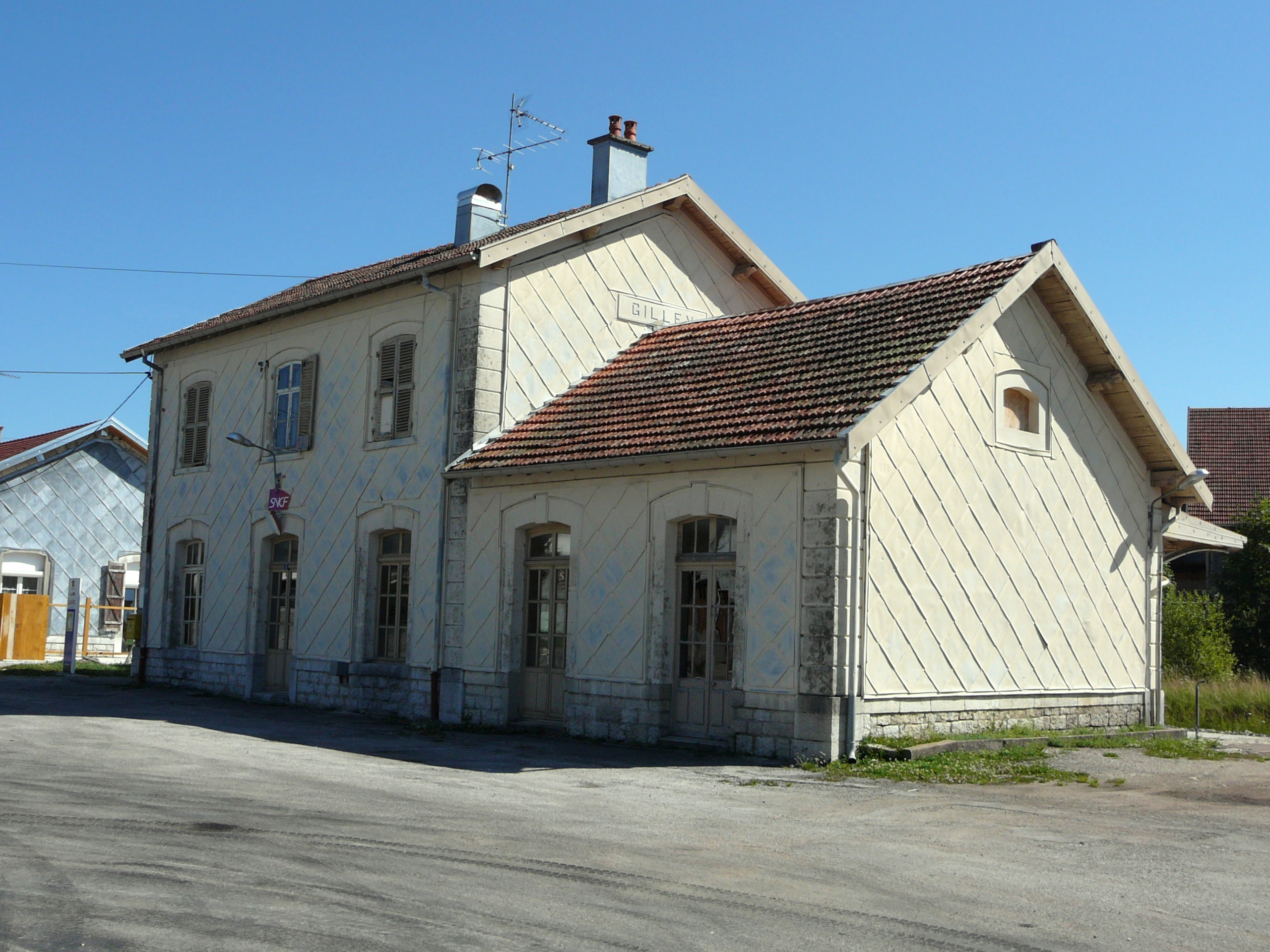
La gare de Gilley.

## Zones humides du Cougnet et Pré Soleil
Cette zone naturelle d’intérêt écologique, faunistique et floristique (ZNIEFF), est un espace naturel remarquable d’une superficie de 40,7 hectares (situé à cheval sur les communes de Gilley et d’Orchamps-Vennes) inscrit à l’Inventaire National du Patrimoine Naturel.
Elle s'étend vers le nord-est à partir des lieux-dits des Seignes et du Cougnet et inclut plusieurs entités dans la forêt de la Joux-Dessous. Habitats hygrophiles, ouverts ou boisés, diversifiés (étangs, bas-marais, prairies humides et trois tourbières boisées évoluant lentement depuis environ 12 000 ans) sont à dénombrer.
Présence de sphaignes, de tapis de myrtille dans la tourbière sud-est (la mieux préservée), de rubanier nain autour des plans d’eau (plante rare et protégée en Franche-Comté), de prairies humides à molinie et de mégaphorbiaies. Un cortège d'espèces spécialisées leur est d’ailleurs associé : trèfle d'eau, linaigrette à feuilles étroites, comaret et laîche à tige arrondie.
Sur le plan écologique, ces points d'eau sont en outre favorables aux libellules et aux batraciens, en leur offrant des lieux de reproduction privilégiés.

## Personnalités liées à la commune
- Jean-Claude Bolle-Reddat, comédien.
- L'ingénieur des Poudres Paul Vieille inventeur de la poudre B dite sans fumée, membre de l'Académie des Sciences (1854-1934), est un descendant de Claude Étienne Vieille, né le 21 janvier 1719 à Gilley. Celui-ci était couvreur, il est parti s'établir à Besançon où il est décédé en 1787.

## Galerie photos

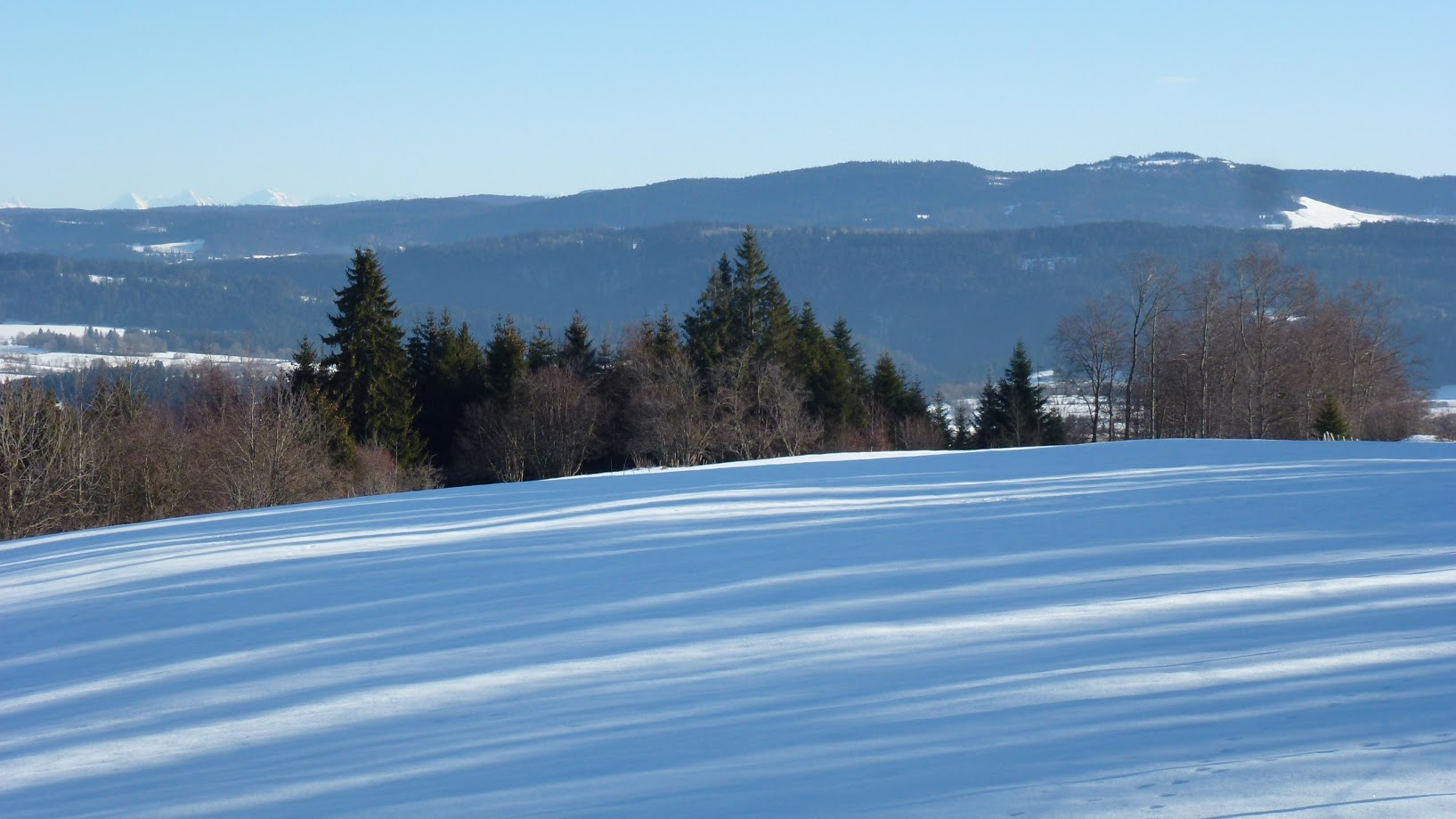
Paysage hivernal à Gilley. La Montagne de Gilley. Le Mont-Châteleu et les sommets suisses.
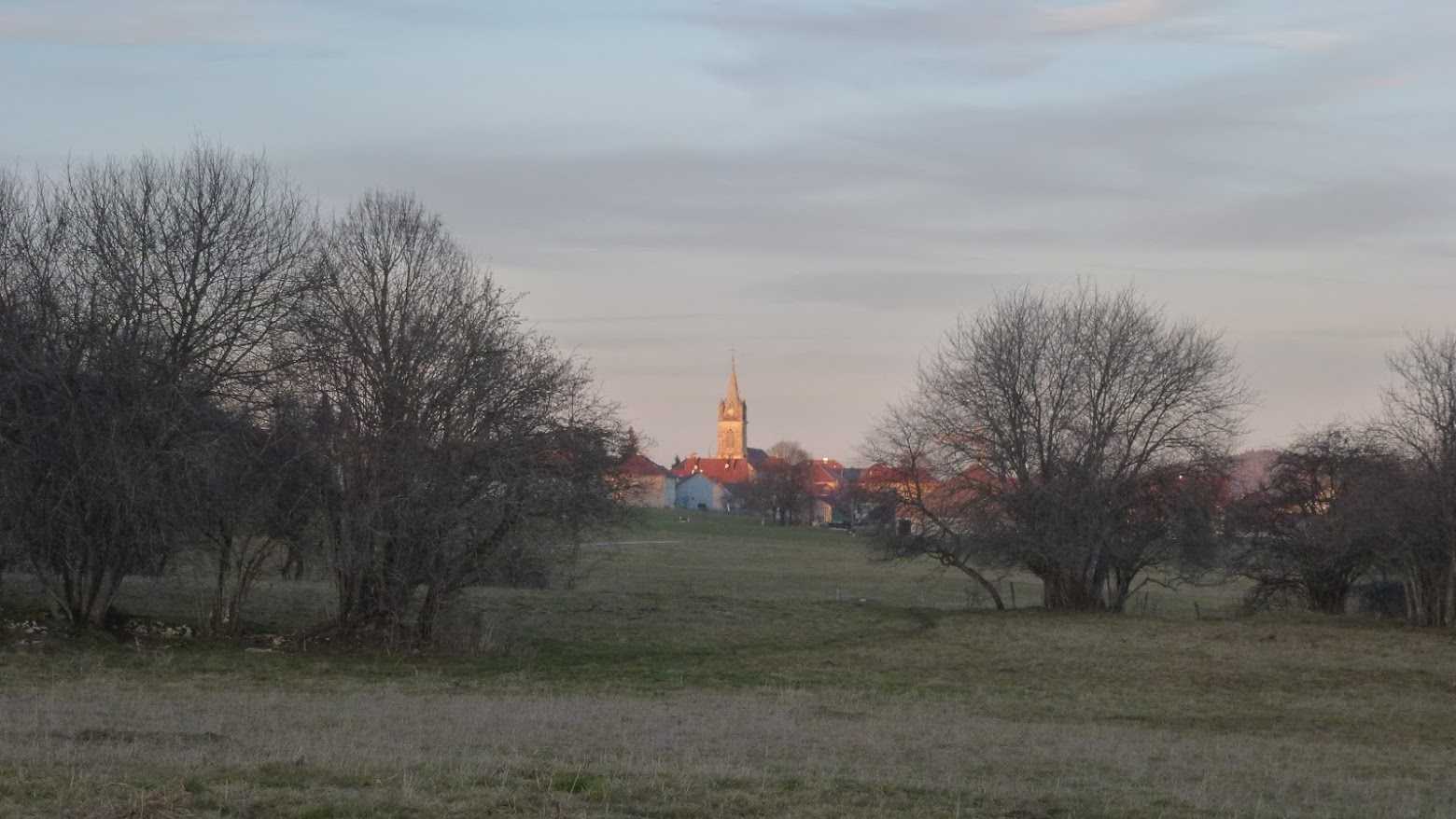
Église Saint-Anne de Gilley au crépuscule
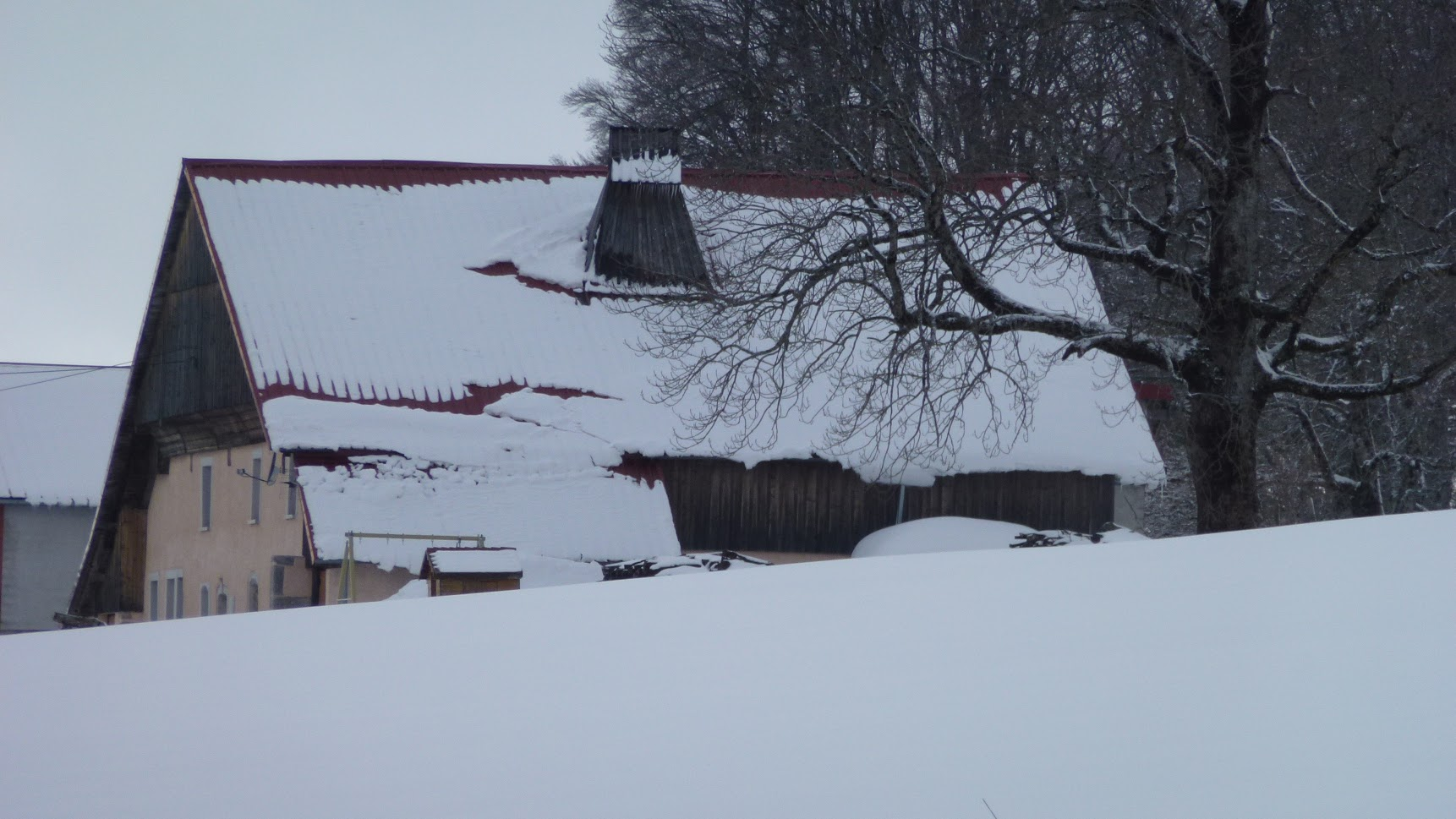
Paysage hivernal à Gilley. La Montagne de Gilley. Ferme comtoise. Hommage à Jean-Pierre Schmid dit Lermite (1920-1977).
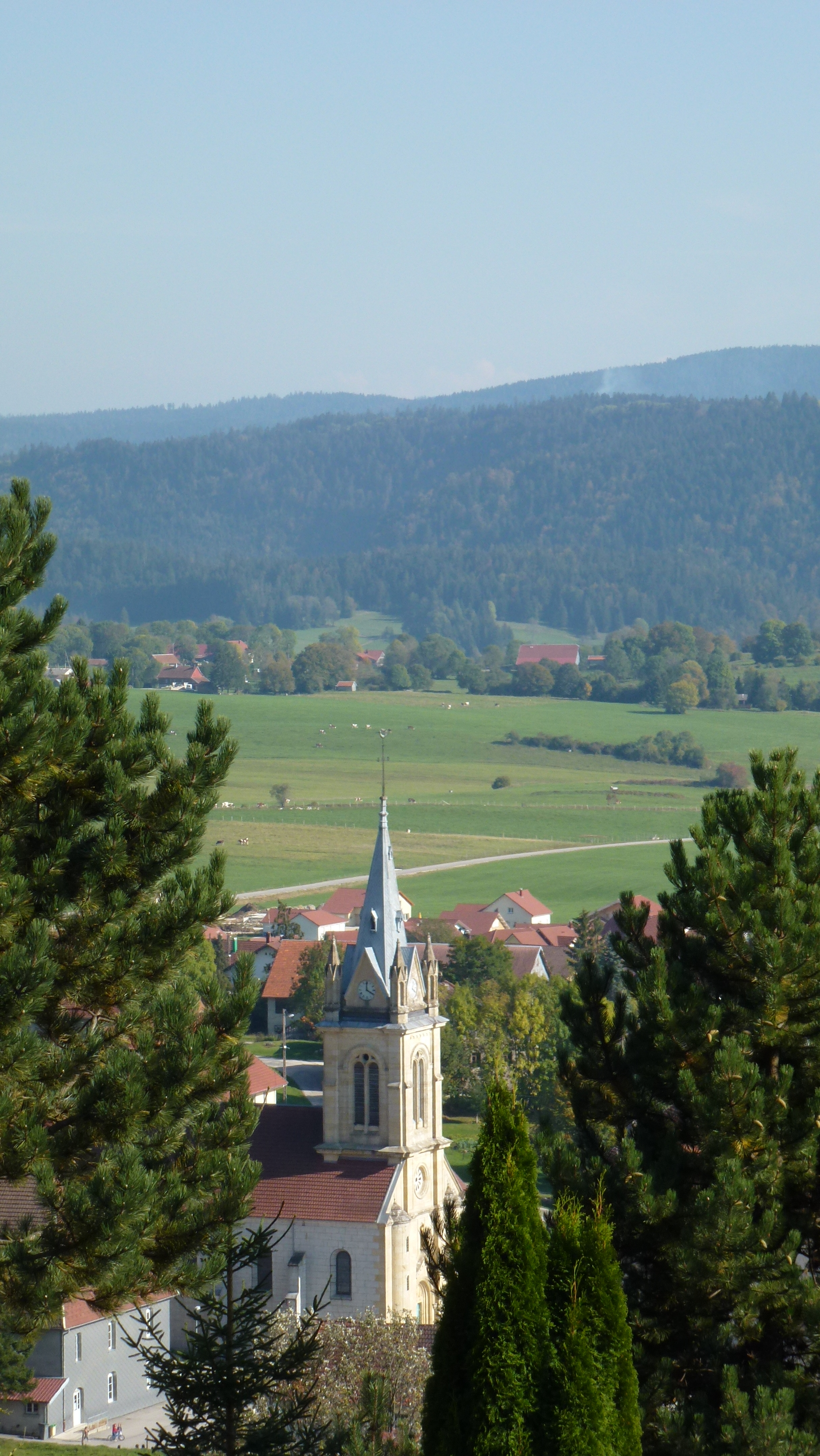
L'église Sainte-Anne.
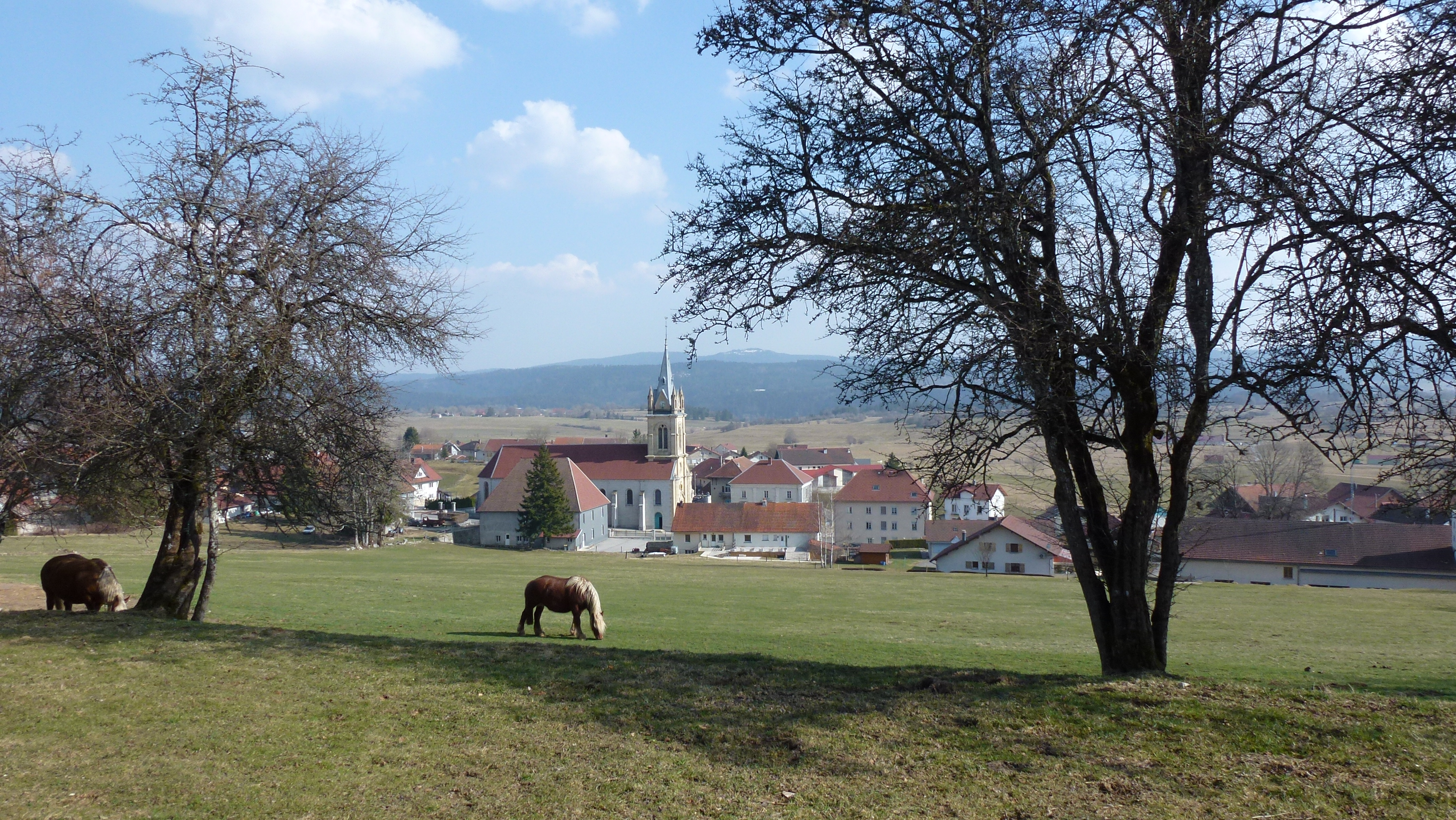
Paysage printanier à Gilley. Chevaux comtois.
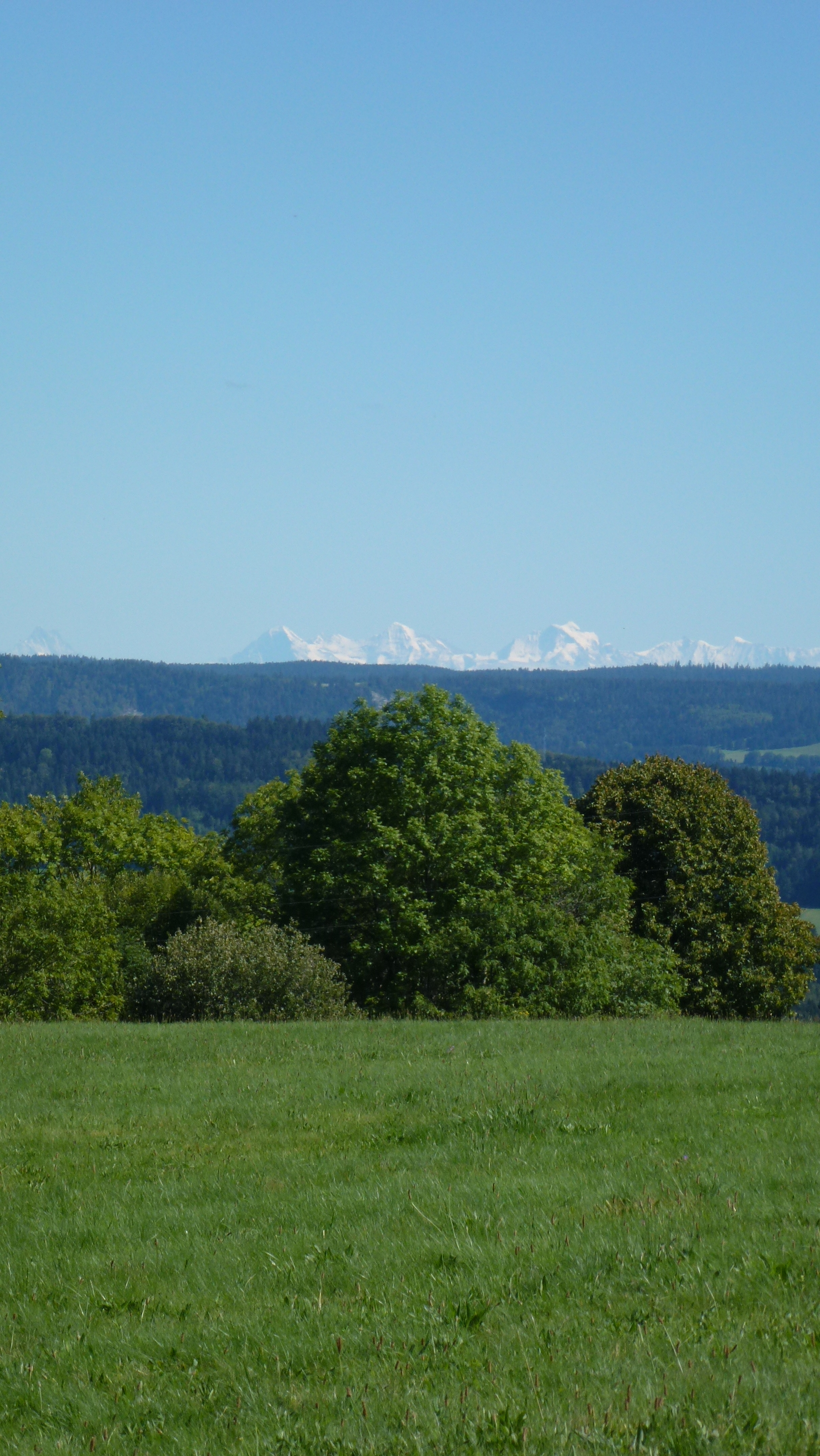
Le Lessus, vue sur les Alpes suisses.
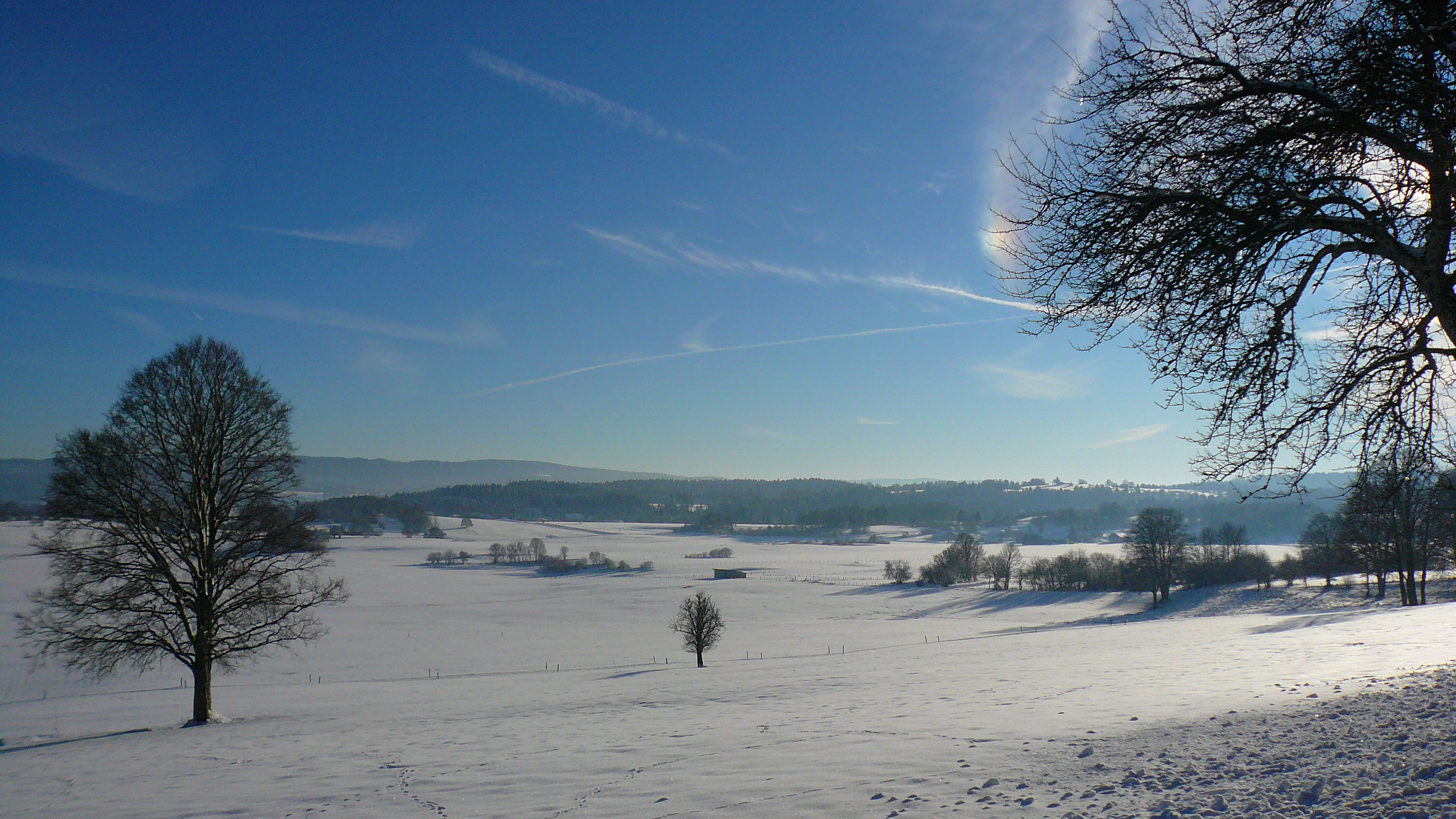
Paysage hivernal à Gilley.

## Visite de Nicolas Sarkozy
L'ancien président de la République Nicolas Sarkozy, alors président des Républicains, lance, le samedi 5 septembre 2015, la campagne des élections régionales à Gilley,.

## Jumelage
Depuis 1990, La commune de Gilley est jumelée avec la municipalité de Clausen (distante de 350 km) située en Rhénanie-Palatinat en Allemagne. En ligne droite, seulement 261 km séparent Gilley de Clausen.

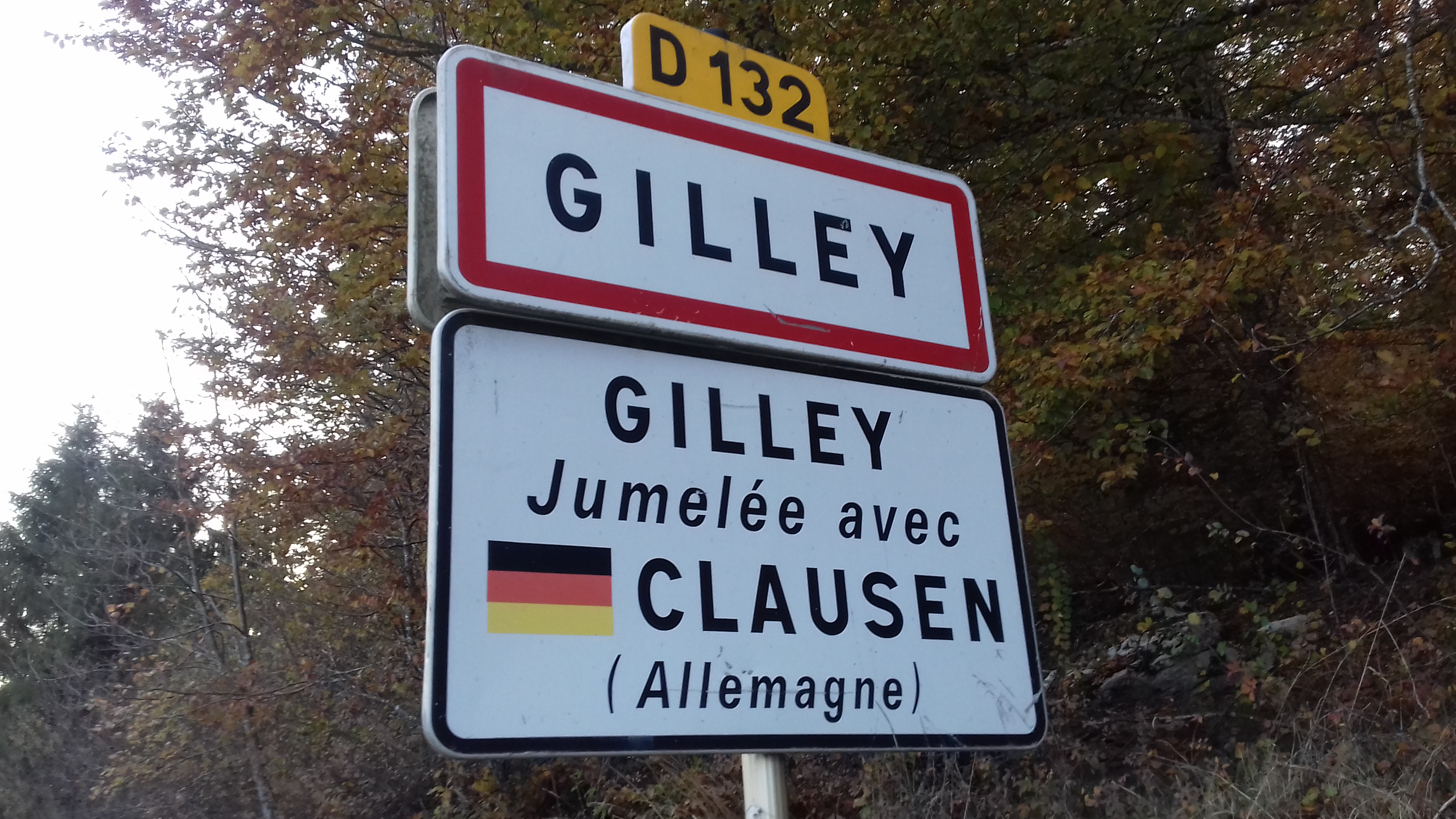
Panneau d'entrée d'agglomération surmontant un panneau indiquant le jumelage Gilley-Clausen